# Caleb Kilian
Caleb John Kilian (Anaheim, California, 2 de junio de 1997), más conocido como Caleb Kilian, es un jugador profesional estadounidense de béisbol que se desempeña en la posición de lanzador en Chicago Cubs, equipo de las Grandes Ligas de Béisbol (MLB).

## Carrera
En 2022, Kilian hizo su debut en la MLB con el equipo Chicago Cubs, donde lleva jugando tres temporadas.